# Kościół Niepokalanego Poczęcia NMP w Mechowie
Kościół Niepokalanego Poczęcia Najświętszej Maryi Panny – zabytkowy kościół parafialny z 1647 roku, położony w Mechowie, w województwie zachodniopomorskim, w powiecie kamieńskim, w gminie Golczewo. Wpisany do rejestru zabytków pod numerem 426 z 10 grudnia 1963 roku.

## Historia
Prawdopodobnie w drugiej połowie XV wieku w Mechowie zbudowano kościół o prostokątnym rzucie. W 1647 roku do jego zachodniej ściany dodano drewnianą wieżę. W 1777 roku opracowano projekt przebudowy, który zakładał dobudowanie prostokątnej kaplicy od strony wschodniej. Początkowo miała ona lożę kolatorską, łączącą się z korpusem nawy poprzez dużą arkadę, obecnie zamurowaną. Inne źródła mówią, że rodzina von Grapen dobudowała do wschodniej ściany kościoła rodzinny grobowiec. 
W latach 1906–1907 kościół przeszedł gruntowny remont. Po II wojnie światowej został przejęty przez katolików i poświęcony 20 czerwca 1946 roku, kiedy to zmieniono funkcję kaplicy z loży kolatorskiej na zakrystię. Od 1946 roku kościół w Mechowie był filią parafii w Golczewie, a samodzielną parafię erygowano 22 czerwca 1985 roku.

## Opis
Kościół w Mechowie został wzniesiony w stylu gotyckim z elementami barokowymi i usytuowany na niewielkim wzniesieniu morenowym, które opada w stronę rzeki Wołczy.  Jego korpus, zbudowany z kamienia i cegły, oparty jest na kamiennych fundamentach. Obecnie jest całkowicie otynkowany. Świątynia ma prostokątny kształt, a zakrystia znajduje się przy wschodniej ścianie. Wieża, zbudowana od strony zachodniej, zwęża się ku górze, ma ośmioboczną sygnaturkę oraz stożkowy hełm. Korpus pokryty jest dachem siodłowym, a w oknach zachowały się witraże z początku XVIII wieku, przedstawiające herby ziemiańskich rodów.
Wnętrze kościoła ma strop belkowy. W zachodniej części znajduje się empora organowa oraz ostrołukowy portal prowadzący do wieży. Wyposażenie wnętrza, w tym ołtarz i ambona, pochodzi z pomorskiego warsztatu i zostało wykonane na początku XVIII wieku. Ołtarz, dwukondygnacyjny i kolumnowy, datowany jest na 1700 lub 1709 rok. W jego centralnej części znajduje się obraz Ukrzyżowany, otoczony postaciami Maryi, św. Jana i św. Marii Magdaleny, flankowany figurami świętych Piotra i Pawła. W zwieńczeniu ołtarza umieszczono obraz przedstawiający Złożenie do Grobu, a w predelli znajduje się obraz Ostatniej Wieczerzy. Ołtarz jest bogato zdobiony akantową dekoracją, figurkami aniołków oraz postaciami czterech Ewangelistów.
Ambona, pochodząca z 1712 roku, została ufundowana przez patronów kościoła z rodu von Grapen, zarządców gminy oraz pastora Michała Steinhörela. Jest wsparta na filarze i posiada schodki prowadzące do wejścia. Wejście na ambonę prowadzi przez ozdobne drzwi z zamalowaną po 1945 roku inskrypcją. Zachowały się jej części: korpus, zaplecek, schody oraz bramka, przyozdobione figurami czterech Ewangelistów i akantowym ornamentem.
Za grobowcem von Grapenów na zewnątrz znajdują się trzy groby, z czego jeden jest oznaczony żeliwnym krzyżem z napisem „Elisabeth von Flemming, ur. 29 sierpnia 1875, zm. 9 sierpnia 1876”. W południowych oknach kościoła umieszczono kiedyś 14 witraży, z których do dziś zachowało się osiem, w tym witraż z herbem von Grapen i inskrypcją „Charlotta. Juliana. Grapen. 1706”. 
Zachowały się także empora chóru z drugiej połowy XVII wieku oraz XIX-wieczne żyrandole. 
Do końca II wojny światowej na ścianach kościoła wisiały drewniane tablice upamiętniające mieszkańców Mechowa poległych podczas wojen napoleońskich i I wojny światowej, lecz zostały one zdjęte po 1945 roku i nie przetrwały do dziś.